# بیوه سیاه (فیلم ۲۰۲۱)
بیوهٔ سیاه (انگلیسی: Black Widow) یک فیلم ابرقهرمانی آمریکایی در سال ۲۰۲۱ است که بر پایهٔ شخصیتی به همین نام از مارول کامیکس ساخته شده‌است. ساخت این فیلم بر عهدهٔ مارول استودیوز بوده و توسط استودیو سینمایی والت دیزنی توزیع شده‌است و به عنوان بیست و چهارمین فیلم در دنیای سینمایی مارول محسوب می‌شود. کارگردانی این فیلم بر عهدهٔ کیت شورتلند از فیلم‌نامه‌ای به قلم اریک پیرسون بوده و در آن اسکارلت جوهانسون در نقش ناتاشا رومانوف / بیوهٔ سیاه، در کنار فلورنس پیو، دیوید هاربر، او.تی. فاگبنلی، اولگا کوریلنکو، ویلیام هرت، ری وینستون و ریچل وایس ایفای نقش می‌کند. این فیلم پس از وقایع کاپیتان آمریکا: جنگ داخلی (۲۰۱۶) اتفاق می‌افتد و رومانوف در پی نافرمانی از توافق‌نامهٔ سوکوویا و کمک به استیو راجرز، تنها شده و تحت تعقیب دولت قرار گرفته و مجبور به مقابله با توطئه‌ای مربوط به گذشته خود است.
توسعهٔ بیوهٔ سیاه در آوریل ۲۰۰۴ توسط لاینزگیت آغاز شد و دیوید هیتر به نویسندگی و کارگردانی پیوست. پروژه جلو نرفت و حقوق فیلم‌های این شخصیت تا ژوئن ۲۰۰۶ به مارول استودیوز بازگشت. جوهانسون این شخصیت را در چندین فیلم از دنیای سینمایی مارول ایفا کرد که با مرد آهنی ۲ (۲۰۱۰) آغاز شد و در طی آن بحث در مورد ساخت یک فیلم انفرادی بر پایهٔ این شخصیت با مارول طرح شد. ساخت فیلم در سال ۲۰۱۷ آغاز شد و شورتلند در سال ۲۰۱۸ برای کارگردانی استخدام شد. جک شفر و ند بنسون پیش از استخدام اریک پیرسون در نوشتن فیلم‌نامه همکاری داشتند. فیلم‌برداری از مه تا اکتبر ۲۰۱۹ در نروژ، بوداپست، مراکش، استودیوهای پاین‌وود در انگلیس و در آتلانتا و میکن، جورجیا انجام شد.
بیوهٔ سیاه در ۲۹ ژوئن ۲۰۲۱ در رویدادهای مختلف سراسر جهان به نمایش درآمد و در ۹ ژوئیه در ایالات متحده هم‌زمان در سینماها و از طریق دسترسی اولیهٔ دیزنی پلاس منتشر شد. در ژوئیه ۲۰۲۱، جوهانسون به دلیل انتشار هم‌زمان شکایتی را علیه دیزنی در دادگاه عالی شهرستان لس آنجلس تشکیل داد. این نخستین فیلم از فاز چهارم دنیای سینمایی مارول است و انتشارش به دلیل همه‌گیری کووید-۱۹ سه بار از تاریخ انتشار اصلی یعنی از مه ۲۰۲۰ به تأخیر افتاد. بیوهٔ سیاه پس از انتشار چندین رکورد در گیشه شکست و بیش از ۳۷۹ میلیون دلار در سراسر جهان فروش داشته‌است و نهمین فیلم پرفروش سال ۲۰۲۱ است. همچنین در افتتاحیه آخر هفته خود ۶۰ میلیون دلار درآمد جهانی از طریق دیزنی پلاس به دست آورد. این فیلم با نقدهای عموماً مطلوبی از سوی منتقدین روبرو شده و عملکرد بازیگری (به ویژه اسکارلت جوهانسون و فلورنس پیو) و سکانس‌های اکشن آن مورد تحسین قرار گرفته‌است.

## داستان
داستان فیلم بعد از جنگ داخلی و قبل از جنگ ابدیت رخ می‌دهد و گریزی به گذشتهٔ ناتاشا رومانوف هم می‌زند و به صورت فلش بک کوتاه اتفاقی که برای هاکای و ناتاشا در بوداپست افتاد را توضیح می‌دهد. در پی وقایع کاپیتان آمریکا: جنگ داخلی، ناتاشا رومانوف در پی نافرمانی از توافقنامه سوکوویا و کمک به استیو راجرز، تنها شده و تحت تعقیب دولت قرار گرفته‌است و به شهر بوداپست می‌رود و اتفاقات جدیدی می‌افتد.
در سال ۱۹۹۵، ابرسربازی به‌نام الکسی شوستاکوف و بیوهٔ سیاه ملینا وستوکوف به‌عنوان مأمور مخفی روسیه در پوشش یک خانواده به‌همراه ناتاشا رومانوف و یلنا بلووا به‌عنوان دخترانشان، در اوهایو زندگی می‌کنند. پس از آن که آن‌ها اطلاعات محرمانه ای را از شیلد سرقت می‌کنند، به کوبا می‌گریزند. در آنجا رئیس آن‌ها، ژنرال دریکوف، رومانوف و بلووا را برای تعلیم دیدن به «اتاق سرخ» می‌فرستد. سال‌ها می‌گذرد و در طی آن شوستاکوف در روسیه زندانی می‌شود و در همین حین، رومانوف شیلد را ترک می‌کند. بمبگذاری در دفتر دریکوف در بوداپست ظاهراً منجر به مرگ او و دختر خردسالش آنتونیا می‌شود.
در سال ۲۰۱۶، رومانوف به‌دلیل نقض توافقنامه سوکوویا متواری است. او از وزیر امور خارجه ایالات متحده تادئوس راس فرار می‌کند و به یک خانهٔ امن در نروژ که توسط ریک میسون مهیا شده می‌گریزد. در همین حین، بلووا یک بیوهٔ سیاه سابق که سرخود شده را می‌کشد، اما وقتی در معرض یک گاز قرار می‌گیرد، اثر ماده شیمیایی مورد استفاده در اتاق سرخ که بعنوان یک کنترل‌کننده ذهن عمل می‌کند را از بین می‌برد. بلووا شیشه‌های حاوی پادزهر را برای رومانوف می‌فرستد، به این امید که او و انتقام جویان بتوانند بیوه‌های‌دیگر را آزاد کنند تا بتوانند مخفی می‌شوند. رومانوف بی‌خبر از همه چیز به‌همراه شیشه‌های پادزهر در اتومبیل خود در حال رانندگی است که مأمور اتاق سرخ، «تسک‌مستر» به او حمله می‌کند. رومانوف از دست تسک‌مستر فرار می‌کند و متوجه می‌شود که شیشه‌ها از بوداپست آمده‌است. او در آنجا بلووا را می‌یابد و او فاش می‌کند که دریکوف زنده‌است و اتاق سرخ هنوز فعالیت می‌کند. بیوه‌های سیاه و تسک‌مستر به آن‌ها حمله می‌کنند، اما رومانوف و بلووا می‌گریزند و با میسون که هلیکوپتری را برای آن‌ها مهیا کرده، ملاقات می‌کنند.
رومانوف و بلووا، شوستاکف را از زندان بیرون می‌آورند تا موقعیت دریکوف را پیدا کنند. او آن‌ها را پیش وستوکف، که در مزرعه ای خارج از سن پترزبورگ زندگی می‌کند می‌برد. او در آنجا در حال تحقیق برروی کنترل‌کننده‌های شیمیایی ذهن است که بر روی بیوه‌ها استفاده می‌شود. وستوکوف خود را به دریکوف و عواملش نشان می‌دهد تا او را با خود ببرند، اما معلوم می‌شود که او در واقع همان رومانوف است که از فناوری تغییر چهره استفاده کرده و وستوکوف را متقاعد کرده تا به آن‌ها کمک کند. در مرکز هوایی اتاق سرخ وستوکوف، شوستاکوف و بلووا را آزاد می‌کند. بعد از اینکه دریکوف به هویت رومانوف پی می‌برد، به او می‌گوید که تسک‌مستر در واقع همان آنتونیاست که چون آسیب زیادی دیده بود، دریکوف مجبور شد فناوری را در سر او قرار دهد و با این کار او به یک ابر سرباز تبدیل شده و می‌تواند رفتار هر کسی را که ببیند تقلید کند. رومانوف به دلیل قفل فرومونی که در هر بیوه‌ای کارگذاشته شده‌است، نمی‌تواند به دریکوف حمله کند. اما رومانوف با شکستن بینی خود و قطع یک رشتهٔ عصب در مجرای بینی‌اش، این قفل را غیرفعال می‌کند. در حالی‌که شوستاکوف با تسک‌مستر می‌جنگد، وستوکوف یکی از موتورهای تأسیسات را از بین می‌برد و سپس تسک‌مستر را در سلولی زندانی می‌کند.
دریکوف در حین حملهٔ دیگر بیوه‌های سیاه به رومانوف، فرار می‌کند، اما بلووا آن‌ها را در معرض پادزهر قرار می‌دهد. رومانوف با شروع انفجار و فروپاشی تأسیسات، مکان دیگر بیوه‌های‌جهان را از رایانه دریکوف کپی می‌کند. او دو شیشه پادزهر را پس می‌گیرد و تسک‌مستر را از سلول آزاد می‌کند. وستوکوف و شوستاکوف از طریق هواپیما فرار می‌کنند و در همین حین، بلووا هواپیمای دریکوف را نابود کرده و او را می‌کشد. روانوف در حین سقوط آزاد، قبل از مبارزه با تسک‌مستر چتر نجات را به بلووا می‌دهد. پس از فرود، رومانوف یکی از شیشه پادزهر را برای تسک‌مستر استفاده می‌کند و شیشه دیگر را به‌همراه مکان دیگر بیوه‌ها که ذهنشان هنوز تحت کنترل است به بلووا می‌دهد تا بتواند آن‌ها را پیداکرده و آزاد کند. بلووا، وستوکوف و شوستاکوف از رومانوف خداحافظی می‌کنند و به‌همراه آنتونیا و بیوه‌های آزاد شده آنجا را ترک می‌کنند. دو هفته بعد، میسون یک کویین جت را به رومانوف می‌دهد تا از آن برای آزادی انتقام جویان زندانی شده استفاده کند.
در صحنهٔ پس از تیتراژ می‌بینیم که پس از مرگ رومانوف، والنتینا آلگرا دو فونتن، مقصر اصلی مرگ او را کلینت بارتون معرفی می‌کند و او را به‌عنوان هدف بعدی بلووا معرفی می‌کند.

## بازیگران
- اسکارلت جوهانسون در نقش ناتاشا رومانوف / بیوهٔ سیاه: قاتل سابق بسیار ماهر کاگ‌ب، مأمور شیلد و یکی از اعضای انتقام‌جویان.[۱۱]
- فلورنس پیو در نقش یلنا بلوا / بیوهٔ سیاه: خواهر رومانوف که در اتاق سرخ به عنوان بیوهٔ سیاه آموزش دیده‌است.[۱۲]
- دیوید هاربر در نقش الکسی شوستاکوف / نگهبان سرخ: ابرسرباز روسیه‌ای که از نظر قدرت جسمانی شبیه کاپیتان آمریکا است که گذشته‌ای با ناتاشا رومانوف داشت.[۱۲][۱۳]
- او.تی. فاگبنلی در نقش ریک میسن: وی یک پیمانکار خصوصی است که برای فراری‌ها، وسایل مورد نیاز آن‌ها را تهیه می‌کند، از خانه و غذا و آب و ماشین و بنزین و … گرفته تا جت و هواپیمای شخصی
- اولگا کوریلنکو در نقش  آنتونیا دریکوف / تسک‌مستر: وی که دختر دریکوف است، در خردسالی در یک انفجار، تقریباً جان خود را از دست داد که آن انفجار توسط بیوه سیاه صورت گرفت و دلیلش، انتقام جویی از شخص دریکوف بود. پس از انفجار دریکوف (
- _ پدر وی) با کمک تکنولوژی سر حال می‌کند و به روز اولش برمی‌گرداند. از آن پس برای تبدیل شدن به مأمور اتاق سرخ تلاش می‌کند و به آن دست می‌یابد. را به
- ویلیام هرت در نقش تادئوس راس: وزیر امور خارجه ایالات متحده آمریکا و ژنرال نیروی زمینی ایالات متحده آمریکا[۱۴]
- ری وینستون در نقش ژنرال درایکوف: وی پایه‌گذار اتاق سرخ بوده و بیوه سیاه چند بار تلاش برای قتل وی داشته‌است. یکی از آنها به ظاهر موفقیت‌آمیز می‌آمد که در مجارستان این عملیات صورت گرفت، اما بیوه سیاه متوجه می‌شود که دریکوف هنوز زنده است و اتاق سرخ هنوز به کار خود ادامه می‌دهد، برخلاف چیزی که تا الان باور داشت، پس یکبار دیگر باید برای قتل او تلاش کند…
- ریچل وایس در نقش ملینا وستوکوف / بیوهٔ سیاه:جاسوس با تجربه‌ای که همانند ناتاشا رومانوف و یلنا بلووا در اتاق سرخ آموزش دیده و درگیر یک آزمایش علمی است.[۱۵][۱۶][۱۷]

اولیویر ریکترز در نقش خرس بزرگ (به انگلیسی: Ursa Major) حضور دارد؛ در این فیلم جولیا لوئی درایفوس در نقش والنتینا الگرا د فانتین (به انگلیسی: Valentina Allegra de Fontaine)(شخصیتی که در سریال فالکون و سرباز زمستان هم حاضر شده بود) در صحنه پس از تیتراژ حاضر می‌شود، همچنین از عکس جرمی رنر در نقش هاکای استفاده شده‌است.

## نقد
- نیک د سملین (به انگلیسی: Nick de Semlyen) از سایت امپایر نیز به فیلم بیوه سیاه نمره ۸۰ داده‌است.[۲۲]

واقعاً نباید ۱۱ سال طول می‌کشید تا بیوه ماجراجویی مستقل خودش را داشته باشد. اما به لطف شخصیت‌های جدید، جذاب و پویا مارول فیلمی برای این شخصیت ساخته که سزاوارش بود.
- پیتر بردشاو (به انگلیسی: Peter Bradshaw) از سایت گاردین نیز به فیلم نمره ۸۰ داده و از آن راضی است.

برای طرفداران بیوه سیاه و افراد دیگر، این قسمتی بسیار سرگرم‌کننده است و هاربر می‌تواند در آینده اسپین‌آف خودش را داشته باشد.
- کارن جیمز (به انگلیسی: Caryn James) از بی‌بی‌سی با دادن ۸۰، این فیلم را به انتقام جویان تشبیه کرده‌است.[۲۲]

بیوه سیاه در انتها به انتقام جویان تبدیل می‌شود و یک صحنه اکشن بیش از حد طولانی دارد که شبیه جشنواره‌ای برای بدل‌کاران است تا یک دیگر را در آزمایشگاهی در روسیه به هر سمتی پرت کنند. پایان واقعی فیلم بهتر است، سکانسی پس از تیتراژ پایانی، پیو را در نقش یلنا نشان می‌دهد که دلگرم کننده است.
- آلونسو دورالد (به انگلیسی: Alonso Duralde) از سایت درپ با دادن نمره ۷۴ از ساده بودن بیوه سیاه راضی است.[۲۲]

بیوه سیاه یادآور لذتی است که می‌شود از دنیای سینمایی مارول برد، بدون اینکه نیاز باشد اساس کار در ۵ قسمت دیگر پیاده‌سازی شود.
- اوئن گلیبرمن (به انگلیسی: Owen Gleiberman) از سایت ورایتی با دادن نمره ۸۰ آن را تحسین کرد.[۲۲]

بیوه سیاه بسیار در مورد منشأ ناتاشا - مهارت‌ها و هویت او است. این فیلم فقط به اندازه کافی مبارزات جنبشی نمایش می‌دهد تا بتواند به مخاطب اصلی این احساس را بدهد که ارزش پول شما را دارد، اما درست‌تر از تحسین اولیه، بیشتر آن دارای لحنی بی‌پروا، با طمأنینه و بدون ضربه است که به طرز چشمگیری - و به عمد - برای یک فیلم تخیلی ابرقهرمانی، زمینی است.

## آینده
پیو بار دیگر نقش خود را در مجموعهٔ تلویزیونی هاکای از دیزنی پلاس بازی می‌کند. بخشی از این نقش در سکانس پس از فهرست عوامل فیلم نمایش داده شده‌است. در ژوئن ۲۰۲۱، شورتلند به کارگردانی فیلم دیگری در دنیای سینمایی مارول ابراز علاقه کرد و عقیده داشت که دنبالهٔ بالقوه بیوهٔ سیاه احتمالاً حول شخصیت متفاوتی در نقش اصلی خواهد بود، زیرا رومانوف در دنیای سینمایی مارول امروزی مرده‌است.

## یادداشت
1. ↑  دیزنی اعلام کرد که «بیوه سیاه» در آخر هفته افتتاحیه خود نیز ۶۷ میلیون دلار در سطح جهانی از Disney+ Premier Access کسب کرده‌است. این در درآمدهای باکس آفیس لحاظ نمی‌شود.[۵][۵][۶]